# Histampica umbonata
Histampica umbonata är en ormstjärneart som först beskrevs av Matsumoto 1915.  Histampica umbonata ingår i släktet Histampica och familjen bandormstjärnor. Inga underarter finns listade i Catalogue of Life.